# Староместская площадь
Староместская площадь (Старогородская площадь, чеш. Staroměstské náměstí) — старинная площадь Праги, расположенная в историческом центре города (Старе Место). Её площадь составляет около 9 тыс. м². Площадь окружена городскими домами с фасадами различных архитектурных стилей: готического, ренессанса, барокко, рококо.

## Расположение
Староместская площадь находится в центре Старого города. Занимает территорию 9 тыс. м². От площади отходят следующие улицы: Парижская, Длинная, Целетная, Железная.
За храмом Святого Николая Староместская площадь переходит в площадь Франца Кафки.

## История
Данное место известно ещё с XII века, в то время площадь была большим рынком, стоящим на перекрёстке европейских торговых путей. В XIII веке площадь стала называться Старым рынком, а с XIV века — Староместский Рынок. В XVIII веке площадь сменила несколько названий — Староместский плац, Большая Староместская площадь, Большая площадь. В 1895 году площадь получила сегодняшнее официальное название.
По площади проходили королевские коронационные процессии, следующие в Пражский Град. Кроме торжественных событий, на площади случались и трагедии. В 1422 здесь произошли столкновения, вызванные казнью вождя пражских малоимущих Яна Желивского, в 1437 году здесь был казнён последний гуситский гетман Ян Рогач со своими приближенными. 21 июня 1621 года на Староместской площади приняли смерть 27 участников Ставовского сопротивления против династии Габсбургов. В их честь на тротуаре около главной ратуши, поместили 27 крестов, с символами меча и шипастой короны.
В XIV веке на площади была построена городская ратуша, а в 1410 году на ратуше были установлены астрономические часы — Пражские куранты. С 1365 года рядом с площадью стал строиться Тынский храм. В 1591 году в северной части площади был построен фонтан Кроцинова Кашна, а в 1650 году, в честь освобождения Праги от шведов, здесь был поставлен Марианский столб, который простоял до 1918 года и восстановлен в 2020 году. На брусчатке посреди площади находится полуденная отметка — место, куда падает тень от Марианского столба в полдень солнечного дня. От этой точки в прошлом шёл отсчёт Пражского времени. В конце XIX века площадь расширяется за счёт снесённых строений. В 1915 году был установлен памятник национальному герою Чехии Яну Гусу. В 60-х годах XX века площадь стала пешеходной зоной.

## Достопримечательности площади
- Староместская ратуша с астрономическими часами
- Церковь Святого Микулаша
- Памятник Яну Гусу
- Дворец Кинских — одна из архитектурных доминант Староместской площади. Здание в стиле позднего барокко сегодня является частью Национальной галереи Праги
- Тынский храм
- Тын
- Дом «У Минуты» (средневековая аптека с орнаментом-сграффито, где в конце 19 в. жила семья Франца Кафки)
- Марианская колонна — копия Марианской колонны (1650—1918), возведенная в 2020 году

Очень известен «Дом у каменного колокола» (Dům U Kamenného Zvonu), № 605, стоящий рядом с дворцом Кинских — видимо, самое старое здание из сохранившихся на площади. Современное название дому дал колокол, висящий на фронтальном углу. Дом № 605 — всё, что сохранилось от древнего королевского дворца. В котором жила Элишка Пржемысловна (1292—1330), мать императора Карла IV.

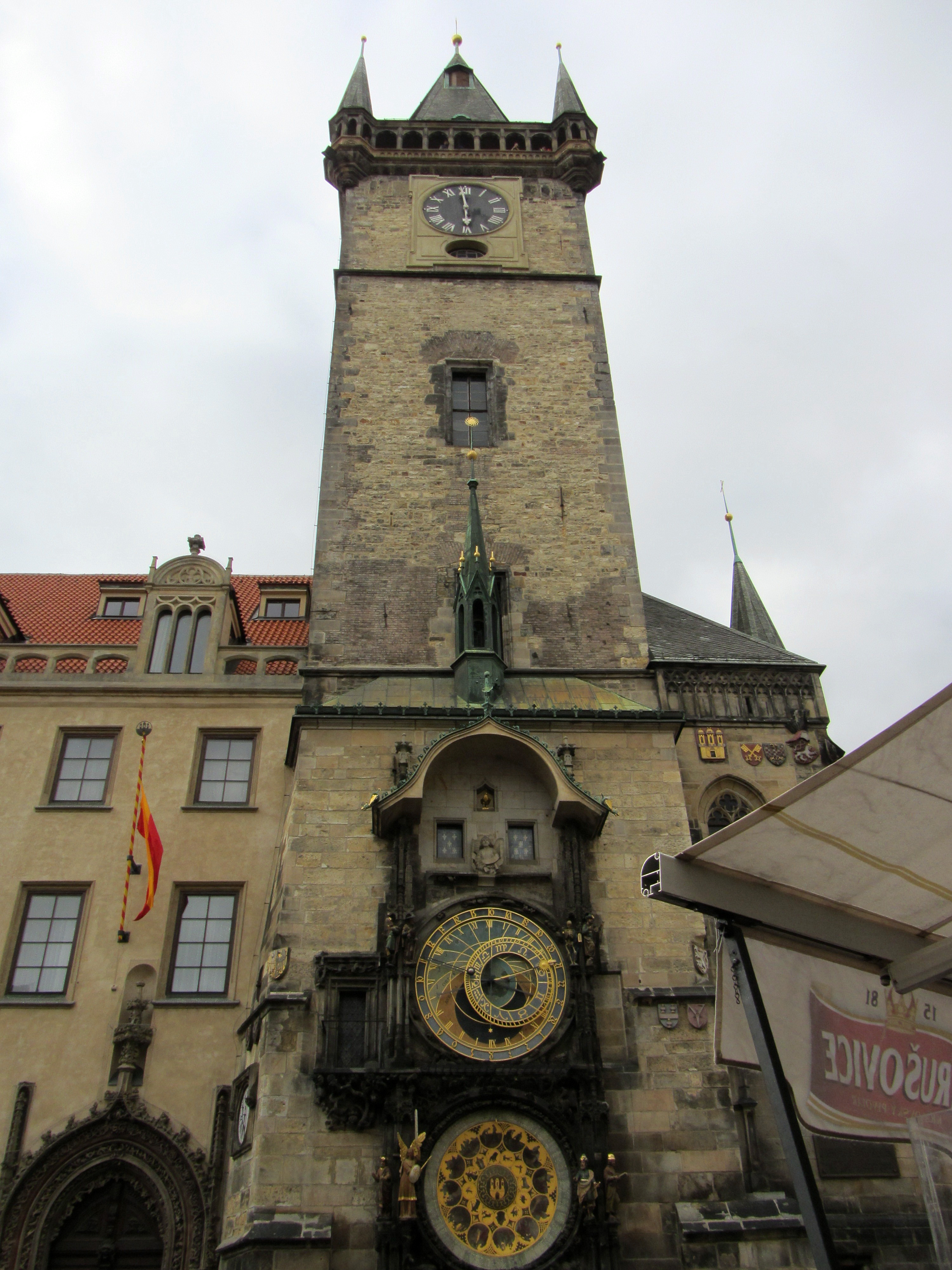
Ратуша и Пражский Орлой
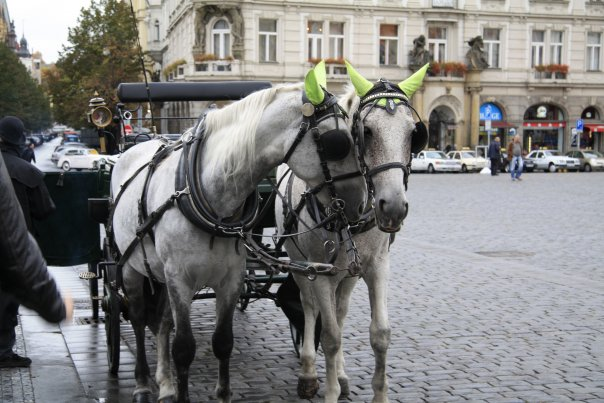
Лошади на площади
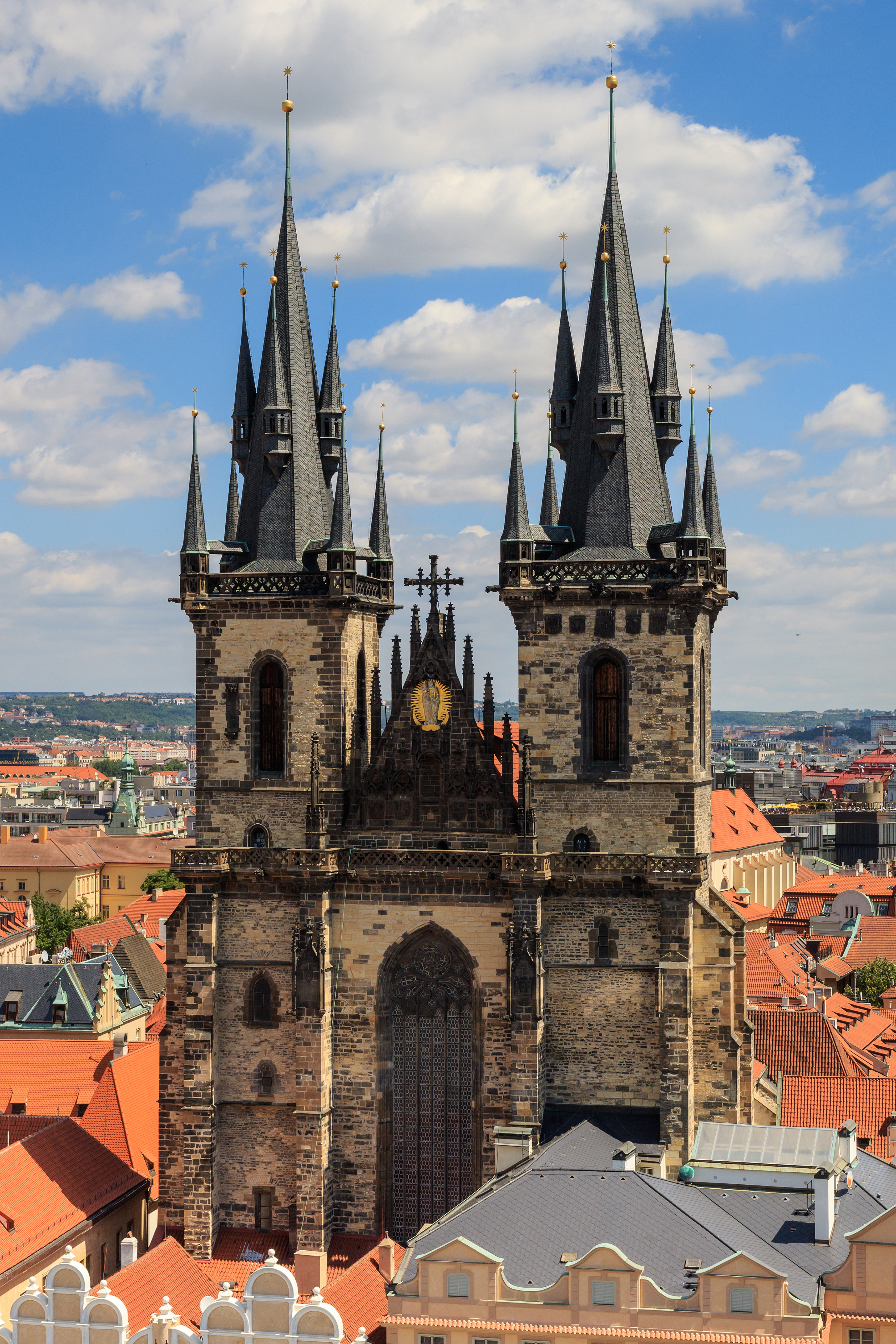
Храм Девы Марии перед Тыном
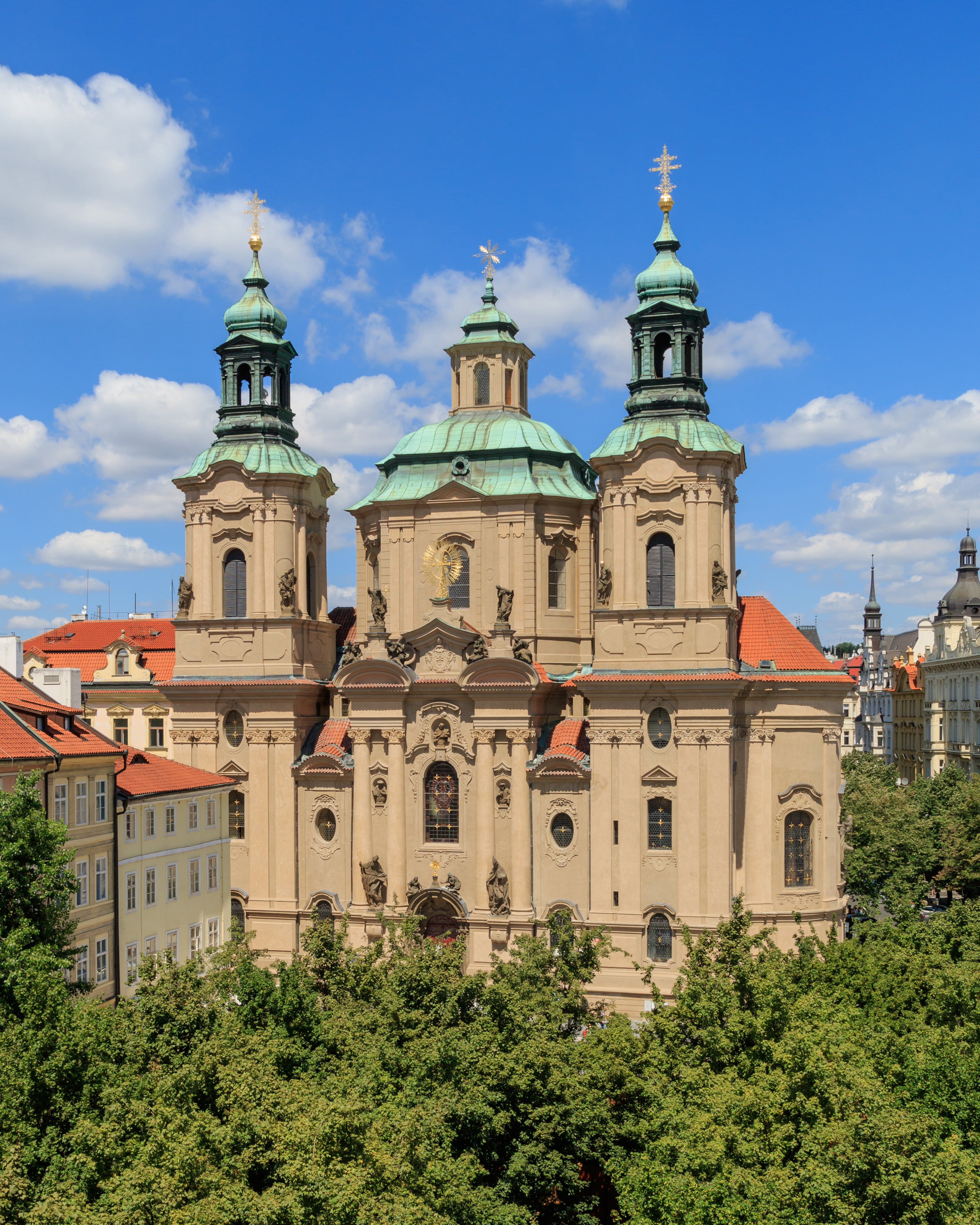
Храм св. Николая
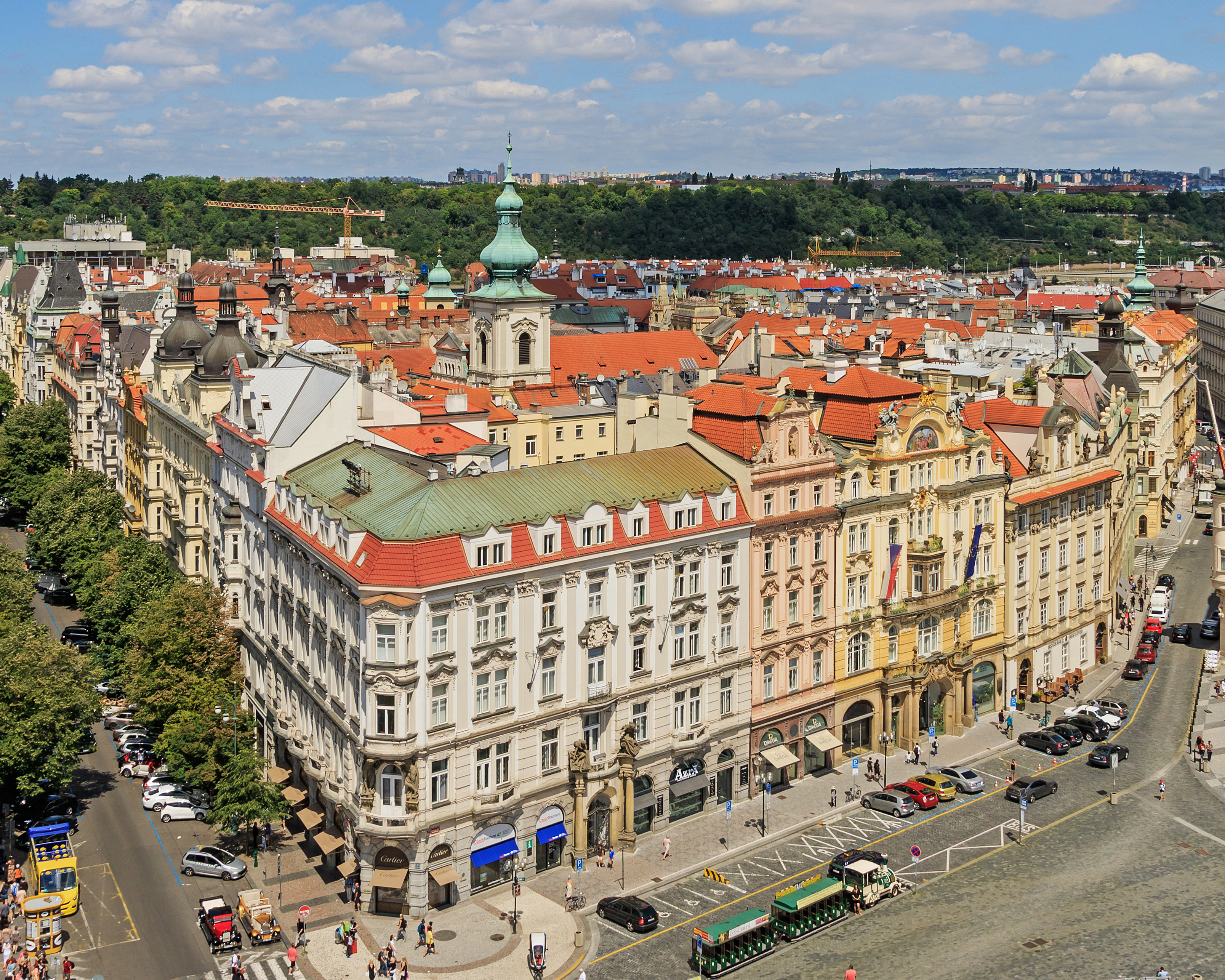
Северная сторона площади
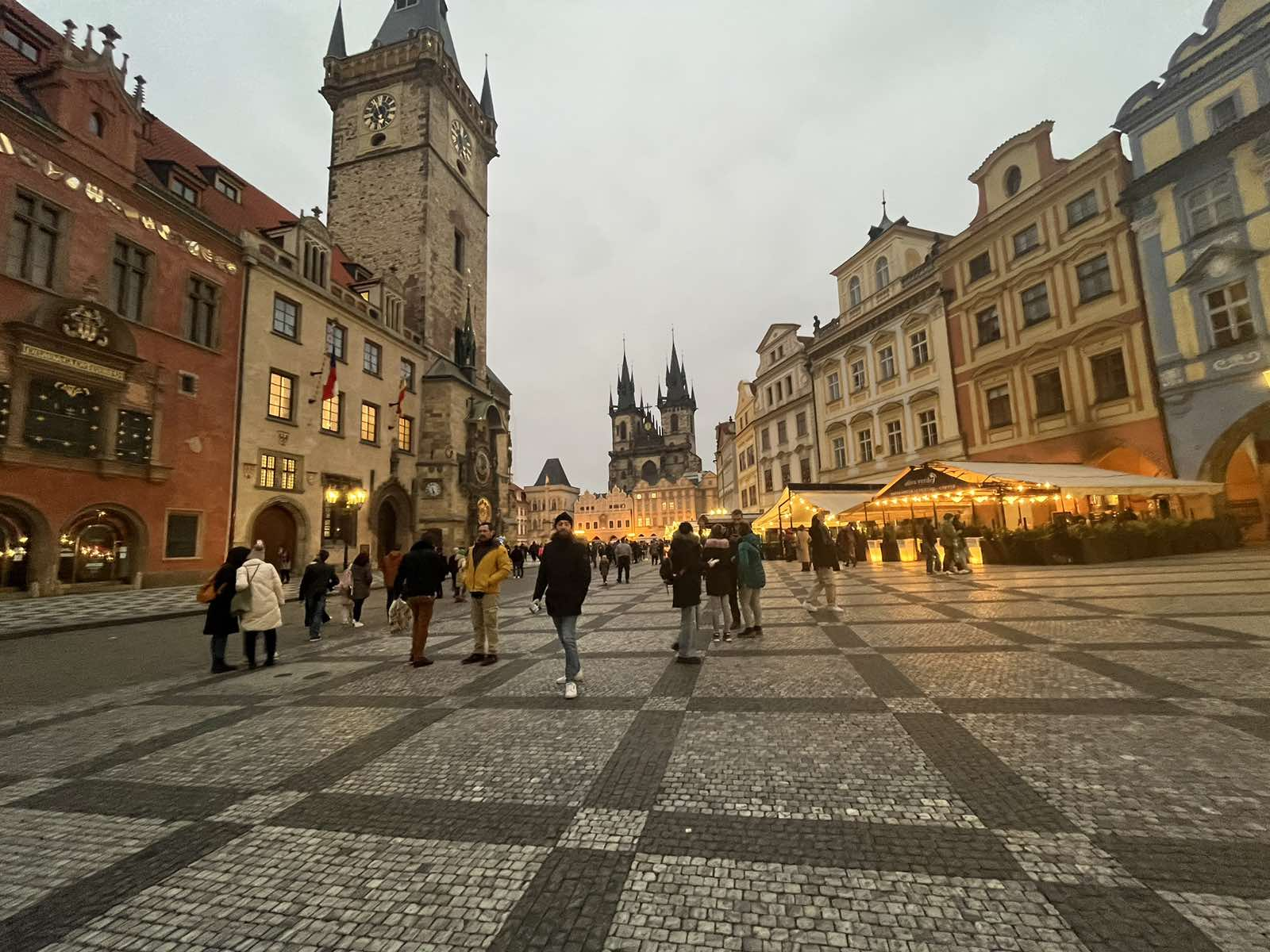
Староместская площадь вечером
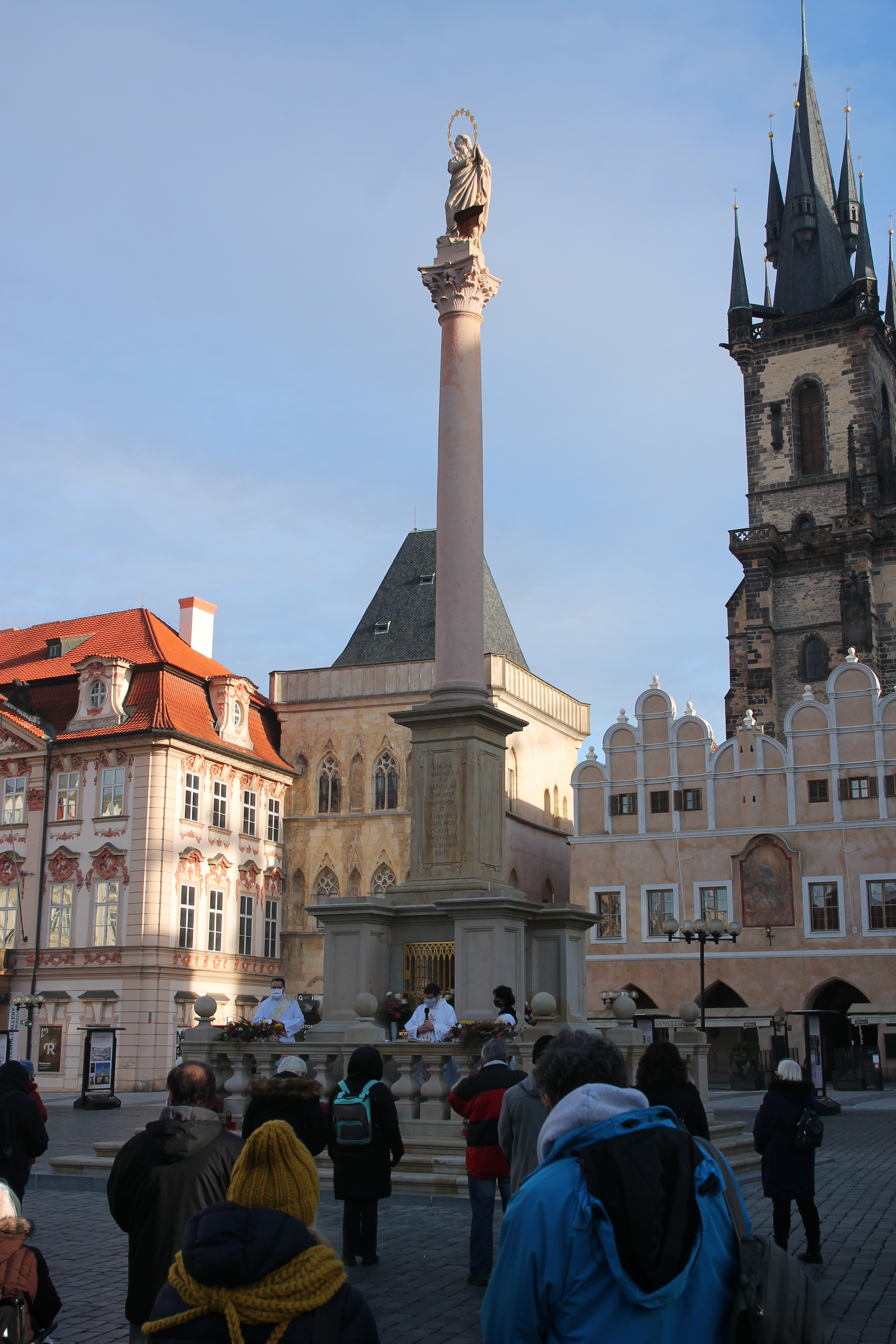
Марианская колонна